# العالیه، ادلب
العالیه (به عربی: العالیة) یک روستا در سوریه است که در ناحیه مرکزی جسر الشغور واقع شده‌است. العالیه ۴۰۸ نفر جمعیت دارد.